# Eupithecia triangulata
Eupithecia triangulata là một loài bướm đêm trong họ Geometridae.